# Lnička drobnoplodá

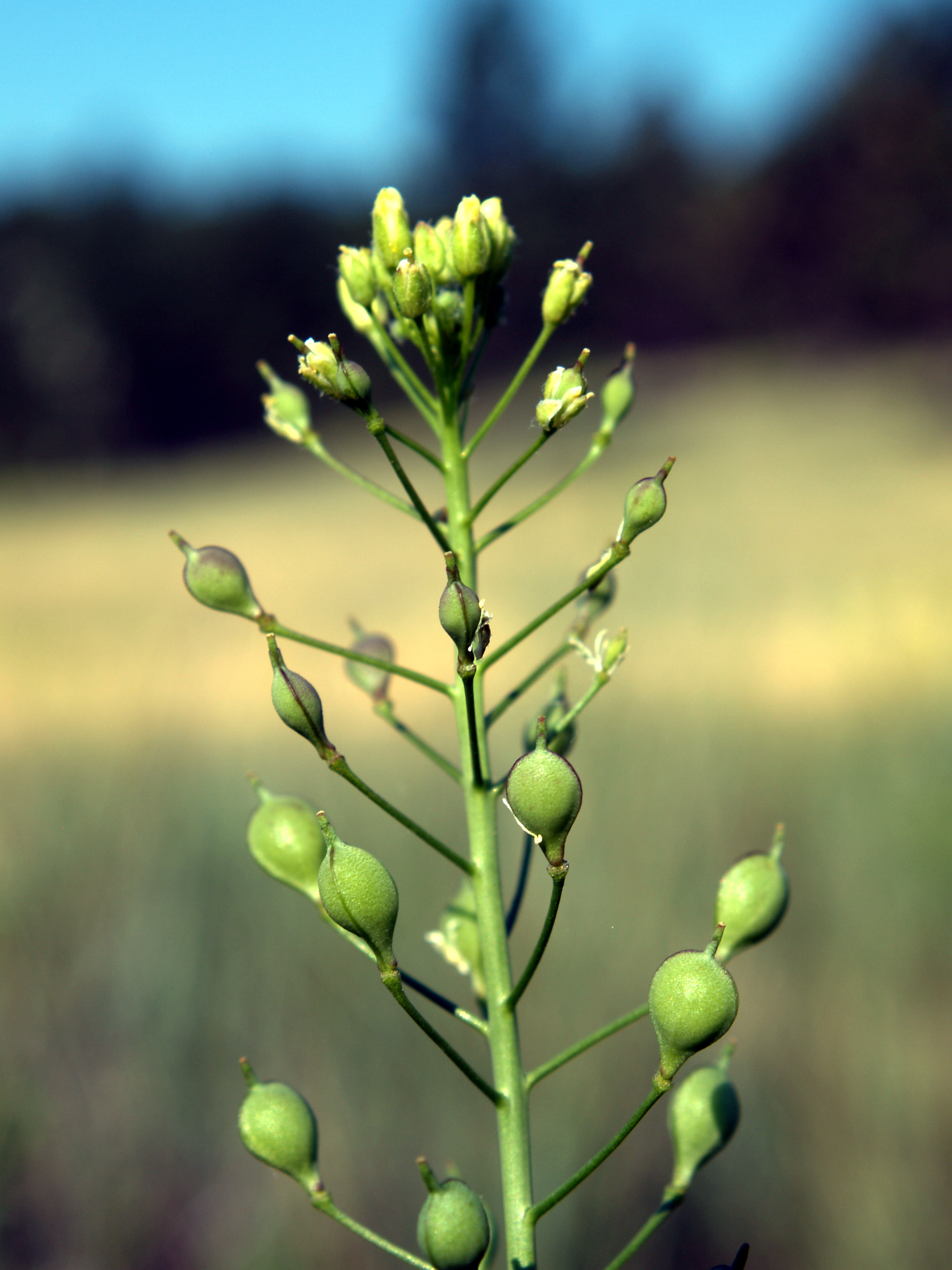
Květenství lničky drobnoplodé

Lnička drobnoplodá (Camelina microcarpa) je planě rostoucí jednoletá rostlina dorůstající až do výše 1 m a na přelomu jara a léta žlutě kvetoucí, je to jeden z několika druhů rodu lnička.

## Rozšíření
Tato rostlina vyrůstá vyjma Pyrenejského poloostrova, západní části Francie a většiny Velké Británie v celé Evropě. Na východ je rozšířena v Malé a Střední Asii, okolí Kavkazu a na Sibiři až po Zabajkalsko. Druhotně byla zavlečena do severní Afriky, Severní i Jižní Ameriky i na Nový Zéland. V České republice vyrůstá poměrně hojně od nížin až po pahorkatiny, v podhorských oblastech již podstatně méně.
Není náročná na kvalitu půdy, vyskytuje se v teplejších a světlých místech na polích nebo úhorech, v suchých trávnících, ve vinicích, na skládkách, okrajích cest nebo železničních náspech, někdy roste jako plevelná rostlina v obilovinách.

## Popis
Jednoletá nebo ozimá bylina s jednoduchou nebo jen řídce rozvětvenou lodyhou dorůstající do výše 50 až 100 cm, která vyrůstá z poměrně velkého a hluboko rostoucího kůlovitého kořene. Přízemní růžice je z řapíkatých listů, které v době kvetení již jsou zaschlé. Lodyha, ve spodní části více chlupatá než v horní, je střídavě porostlá přisedlými, jemně chlupatými listy s objímavou základnou a s oušky, jejich celistvé nebo drobně zubaté, úzké čepele jsou tvaru kopinatého až podlouhlého. Spodní listy lodyhy jsou dlouhé 5 až 6 cm a široké 1 až 2 cm, směrem vzhůru se zmenšují.
Žluté oboupohlavné květy na stopkách až 5 mm dlouhých jsou sestaveny do květenství hrozen dlouhého i 30 cm, ten stejně jako stopky při dozrávání plodů ještě vyrůstá. Čtyři ostře zakončené vzpřímené kališní lístky jsou 2 až 3 mm dlouhé. Čtyři korunní lístky světle žluté barvy, dlouhé 3 až 4 mm, jsou kopinaté a na vrcholu zaokrouhlené. V květu je šest tyčinek s lysými nitkami a žlutými prašníky. Dvoupouzdrý semeník nese vytrvalou čnělku s kulovitou bliznou. Kvetou v dubnu až červenci, opylovány jsou hmyzem. Ploidie je 2n = 40.
Plody jsou šešulky hruškovitého tvaru, 4 až 7 × 3 až 5 mm velké, vyrůstající na šikmo odstálých stopkách (až 2 cm dlouhých) a mají na vrcholu rovnou zaschlou čnělku. Otvírají se dvěma chlopněmi. Obsahují 10 až 25 žluto hnědých až červeno hnědých mírně zploštělých semen 1 až 1,5 mm dlouhých.

## Rozmnožování
Lnička drobnoplodá se rozmnožuje výhradně semeny, drobné rostlinky vyrostlé již na podzim přezimují. Mnohá semena však klíčí až na jaře nebo po celý rok, až pro ně nastanou vhodné podmínky; semena si uchovávají klíčivost po mnoho let. Pro vyklíčení vyžadují dostatek vláhy a rostliny pro další zdárný růst a kvetení naopak sucho.

## Význam
V mladším stadiu snese rostlina i posekání a může znovu obrůst. Zjara má velmi rychlý růst a obvykle přeroste okolní rostliny, pokud se to nepodaří a nemá dostatek světla, nevykvete. Pokud roste v obilovinách nebo lnu, část semen vypadne na půdu a část se sklidí se zrním.
Semena obsahují hodně oleje, který se dá vylisovat, je jedlý i vhodný pro technické účely. Pro zisk olejnatých semen se však používá spíše blízce příbuzný druh lnička setá, jejíž pěstování je ekonomičtější. V minulosti byla rostlina považována za plevel, hlavně ozimů, vytrvalých pícnin a okopanin. V současnosti díky čištění semene a chemickým postřikům se na obdělávaných polích téměř nevyskytuje.

## Taxonomie
V Česku se lnička maloplodá vyskytuje ve dvou poddruzích:
- lnička drobnoplodá pravá (Camelina microcarpa DC. subsp. microcarpa, do ČR zavlečený poddruh, vyskytuje se pouze ojediněle,
- lnička drobnoplodá divoká (Camelina microcarpa DC. subsp. sylvestris (Wallr.) Hiitonen (známá také pod názvem (Camelina microcarpa DC. subsp. pilosa) (DC.) Hiitonen), původní poddruh.[1][6][7]